# Quooker
Quooker is een Nederlands familiebedrijf dat kokendwaterkranen en bijbehorende reservoirs produceert en verkoopt. Daarnaast maakt het bedrijf ook waterfilters, reservoirs voor bruisend en gekoeld water, waterontharders en accessoires, zoals zeeppompen. 
Quooker verkoopt haar producten in zeventien landen.
Het hoofdkantoor en de fabriek van Quooker zijn gevestigd in het Zuid-Hollandse Ridderkerk, waar het in 1987 is opgericht door Henri Peteri. Het bedrijf is inmiddels eigendom van Henri's zoons Niels en Walter Peteri.

## Geschiedenis
De Nederlandse natuurkundige Henri Peteri werkte bij Unilever en bedacht daar in 1970 het concept van een kokendwaterkraan. In 1972 verkreeg Peteri octrooi op zijn uitvinding, waarna hij in 1987 het bedrijf Henri Peteri B.V. oprichtte met zoon Niels. Dit bedrijf legde zich toe op het ontwikkelen, produceren en verkopen van de waterkoker, die van Niels de merknaam 'Quooker' kreeg. De eerste kokendwaterkraan werd in 1992 op de markt gebracht. In 1993 stapte ook de tweede zoon, Walter, in het bedrijf. In de jaren na de introductie ontwikkelden de broers Peteri het systeem verder en dienden zij meerdere patenten in. In 2000 introduceerden zij een vacuüm-geïsoleerd reservoir, het zogenoemde COMBI-reservoir. In 2019 volgde de Quooker CUBE, een uitbreiding waarmee ook gekoeld en bruisend water (sodawater) via dezelfde kraan beschikbaar is.
Nadat Henri Peteri in 2007 overleed, namen zijn twee zoons het bestuur van het bedrijf in handen.

## Hoofdkantoor en productie
De eerste productielocatie van Quooker werd in 1995 geopend in Ridderkerk en door de jaren heen vergroot. Het hoofdkantoor onderging in 2015 een uitbreiding. Een jaar later werd een nieuwe fabriek in gebruik genomen, waardoor het werkoppervlakte verdubbelde tot 11.000 vierkante meter en de productiecapaciteit verdrievoudigde. Destijds werkte er circa 220 mensen voor Quooker. In de fabriek worden dagelijks zo'n 1.600 kranen en reservoirs geproduceerd. De jaaromzet bedraagt circa 350 miljoen euro. Sinds mei 2024 bouwt het bedrijf een nieuw pand in dezelfde plaats waar fabriekshallen, opslag, kantoren, service en showroom onder één dak worden gehuisvest.

## Internationaal
De internationale uitbreiding van Quooker begon in 2004 met export naar Denemarken en het Verenigd Koninkrijk. Later volgden onder andere België, Duitsland, Noorwegen en Zwitserland. Het bedrijf is inmiddels actief in 17 landen.

## Marketing
Met ingang van het seizoen 2025/26 ging Quooker een sponsorovereenkomst aan met de Rotterdamse voetbalclub Feyenoord. Als onderdeel van deze samenwerking zou het Quooker logo tijdens beker- en Europese wedstrijden op de mouw van het shirt staan. In de reguliere competitie, de Eredivisie, nam radiozender JOE deze plek in.